# WAR (KDE)
Веб-архив в KDE — формат файла для хранения группы веб-страниц с изображениями и т. п. с возможностью просмотра с помощью веб-браузера.
Представляет собой архив tar, сжатый gzip или bzip2, и содержащий, как минимум, файл index.html, который может ссылаться на другие файлы в этом архиве.

## Программы
Поддерживается Konqueror 3.x с помощью специального плагина.
Для преобразования MHTML (.mht) в WAR существует программа kmhtConvert.
Для просмотра WAR без использования совместимого браузера его можно распаковать специальным архиватором или универсальным, поддерживающим соответствующие форматы архивов и сжатия.

## Преимущества и недостатки
- tar — открытый формат, поддерживаемый свободным и собственническим ПО; gzip при этом ещё и поддерживается большинством веб-браузеров. В целом формат поддерживается только Konqueror.
- В отличие от .jar, поддерживаемых Mozilla Firefox для внутренних целей (ZIP), MHTML и data: URI (MIME без сжатия) архив .war (tar+компрессор) является непрерывным, чем достигается более сильное сжатие. Цена этого — необходимость распаковать весь архив, чтобы открыть одну страницу, даже если другие не нужны.